# Сунь Цзядун
Сунь Цзяду́н (кит. трад. 孫家棟, упр. 孙家栋, пиньинь Sūn Jiādòng, род. в 1929 году) — китайский конструктор космической техники.

## Биография
Сунь Цзядун родился в 1929 году в уезде Фусянь провинции Ляонин (современный городской уезд Вафандянь города субпровинциального значения Далянь). В 1947 году поступил в Харбинский политехнический институт, где изучил русский язык. В 1951 году Сунь Цзядун в составе группы китайских студентов был отправлен на учёбу в СССР в Академию имени Жуковского, которую окончил с отличием в 1958 году.
По возвращении в КНР Сунь Цзядун стал работать в руководимом Цянь Сюэсэнем 5-м НИИ Министерства обороны, где занимался разработкой ракетного оружия. В годы «Культурной революции» стал главой китайской программы создания искусственных спутников Земли, в результате которой 24 апреля 1970 года успешно стартовала космическая ракета «Дунфан Хун-1». В 1971 году на орбиту был выведен второй китайский спутник — «Шицзянь-1». В 1975 году прошёл успешный запуск разработанного под руководством Сунь Цзядуна первого китайского возвращаемого космического аппарата. В 1984 году Китаем был впервые запущен на геостационарную орбиту спутник связи, также разработанный Сунь Цзядуном. В 1999 году Сунь Цзядун был награждён медалью «За ядерное оружие, ракетное оружие и искусственные спутники Земли».
В 2003 году Сунь Цзядун возглавил китайскую программу освоения Луны.
В 2009 году Сунь Цзядун был удостоен «Высшей награды КНР за успехи в научно-технической области».
В настоящее время Сунь Цзядун является главным разработчиком китайской спутниковой навигационной системы «Бэйдоу».